# یوسف حراوی
یوسف حراوی (عربی: يوسف حراوي؛ زادهٔ ۱۲ مهٔ ۱۹۶۵) بازیکن فوتبال اهل الجزایر بود.
از باشگاه‌هایی که در آن بازی کرده‌است می‌توان به باشگاه فوتبال کاردمیر قره‌بوک‌اسپور، باشگاه فوتبال اسلوان براتیسلاوا، باشگاه فوتبال بورسااسپور، و باشگاه فوتبال پاری سن ژرمن اشاره کرد.
وی همچنین در تیم ملی فوتبال الجزایر بازی کرده‌است.